# Vojtěch Šafařík
Vojtěch Šafařík (Újvidék, Condado de Bács-Bodrog, Vojvodina, Hungría (actualmente Serbia), 26 de octubre de 1829-Praga (Bohemia), 2 de julio de 1902) fue un químico eslovaco, especializado en química inorgánica. En la última etapa de su vida desarrolló una amplia actividad como astrónomo aficionado.

## Semblanza
Šafařík era hijo de Pavel Jozef Šafárik, un filólogo e historiador eslovaco.
Durante su estancia en Gotinga, investigó las reacciones de los metales con los alquil yoduros para producir dietilmagnesio. Así mismo, trabajó en la composición química de los catalizadores de platino y de vanadio, y en compuestos organometálicos (compuestos de Grignard). Publicó a través de la Academia de Viena su trabajo sobre físicoquímica, y también estudió mineralogía.
En 1859, junto con su amigo el también químico Antonín Bělohoubek, tomó parte en un detallado análisis químico y microscópico para determinar la autenticidad de los manuscritos de la Corte de la Reina (Dvůr Králové) y de la Montaña Verde (Zelená Hora). Detectaron la presencia en los manuscritos de azul de Prusia (desconocido hasta el siglo XVIII), por lo que concluyeron que los documentos eran falsos, y que su pretendida datación en el año 1200 era un bulo literario.
En 1860, Šafařík publicó el primer libro de texto universitario introductorio a la química en lengua checa (Základové chemie čili lučby). Trabajó para mejorar la terminología química checa, mejorando la nomenclatura ideada por el químico checo Jan Svatopluk Presl y el lingüista Josef Jungmann. En 1882 fue nombrado el primer profesor de química en la Universidad Carolina de Praga.
En sus últimos años escribió numerosos libros de texto populares, realizando también más de 20.000 observaciones de estrellas variables. Su mujer y colaboradora, Paulína Šafaříková, estuvo interesada en la popularización de la astronomía y de su historia.

## Nota
Vojtěch Šafařík, a menudo es incorrectamente citado como Adalbert Šafařík. Se piensa que la confusión pudo surgir debido a traducciones defectuosas relacionadas con la historia de San Adalberto de Praga. El error puede tener su origen en que el santo es conocido en checo por su nombre de nacimiento, Vojtěch; aunque tomó el nombre de Adalbert al recibir el sacramento de la confirmación, en honor de su tutor Adalberto de Magdeburgo. Por lo tanto, excepto esta coincidencia histórica, los dos nombres (Vojtěch y Adalbert) no tienen ninguna relación semántica entre sí.

## Eponimia
- El cráter lunar Šafařík lleva este nombre en su memoria.[3]
- El asteroide (8336) Šafařík conmemora de forma conjunta su nombre y el de su mujer.[4]